# NGC 911
NGC 911 je galaksija u zviježđu Andromeda.

## Vanjske poveznice
- SEDS: NGC 911